# Mavrák Béla
Mavrák Béla (Baden bei Wien, 1966. április 7. – ) vajdasági magyar tenor operaénekes.
1966-ban született az ausztriai Baden bei Wienben. Gyermekkorát a vajdasági Nagybecskereken töltötte.
Alap és Középfokú iskoláit elhagyva készült az orvosi egyetemre, de a katonai behívó közbe szólt. A katonaságnál kezdett el komolyabban foglalkozni a zenéléssel, ebben az időben próbált dalokat is írni. Katonai szolgálata után a család egyik zenetanár barátját kérte meg, hogy segítsen neki a hangját képezni. Ez a tanár a későbbi Bursać professzor volt, aki először vette észre Mavrák vokális tehetségét, és aki bátorította, hogy iratkozzon be a belgrádi Zeneakadémiára. 1989-ben került be a Zeneakadémiára, ahol a híres jugoszláv tenor, Zvonimir Krnetić volt a tanára.
1991-ben nagybátyja meghívására Németországba, Kölnbe költözött, hogy ott folytassa tovább tanulmányait.
A Kölni Zeneművészeti Egyetemen olyan tanárai voltak, mint a világhírű Franco Corelli és Gianni Raimondi olasz és Nicolai Gedda svéd tenorok. 1994-ben fejezte be tanulmányait. Ma is Kölnben él.
2005 óta Andre Rieu-vel, a „Valcerkirállyal” és a Johann Straus Orchestrával járja a világot. Eddig közel 700 különböző helyszínen léptek fel.